# Vela ai III Giochi olimpici giovanili estivi
Le gare di vela ai III Giochi olimpici giovanili estivi sono state disputate al Club Náutico San Isidro di Buenos Aires dal 7 al 13 ottobre.

## Podi

### Maschili
| Evento                  | Oro                       | Argento       | Bronzo       |
| Windsurf (Techno 293+)  | Alexandros Kalpogiannakis | Nicolò Renna  | Finn Hawkins |
| Kiteboarding (IKA TT:R) | Deury Corniel             | Christian Tio | Toni Vodisek |

### Femminili
| Evento                  | Oro              | Argento        | Bronzo         |
| Windsurf (Techno 293+)  | Giorgia Speciale | Manon Pianazza | Yana Reznikova |
| Kiteboarding (IKA TT:R) | Sofia Tomasoni   | Nina Font      | Poema Newland  |

### Misti
| Evento   | Oro                                        | Argento                              | Bronzo                                       |
| Nacra 15 | Argentina Dante Cittadini Teresa Romairone | Francia Titouan Petard Kenza Coutard | Paesi Bassi Laila van der Meer Bjarne Bouwer |